# Icerya longisetosa
Icerya longisetosa är en insektsart som beskrevs av Robert Newstead 1911. Icerya longisetosa ingår i släktet Icerya och familjen pärlsköldlöss. Inga underarter finns listade i Catalogue of Life.